# Televisió del Ripollès

Cobertura comarcal de TDT de Televisió del Ripollès

Televisió del Ripollès és l'únic canal de televisió comarcal del Ripollès. És de titularitat privada i pertany al grup Corisa Media Grup. Des de la implantació de la Televisió Digital Terrestre cobreix el Ripollès i la Garrotxa. Ofereix programació íntegrament en llengua catalana i combina la producció pròpia amb la producció aliena, de la mà d'altres televisions i productores catalanes. Està afiliada a la Xarxa de Televisions Locals i al grup Televisions Digitals Independents de Proximitat.
Es va fundar l'any 1993 de la mà d'un nombre reduït de socis que es van unir en una societat limitada. Els primers estudis es van ubicar al casal d'entitats del barri del Pla de Sant Pere de Ripoll. Posteriorment es van traslladar a uns baixos del carrer Núria, al barri de la carretera de Barcelona de la mateixa població. Va ser allà on va experimentar el màxim creixement, tant a nivell de continguts, com de qualitat. També va ser durant aquesta etapa que el canal va assolir la cobertura comarcal actual, del 90% del territori ripollès. Després de ser adquirida per Ràdio Ripoll i ser integrada dins del grup Comunicacions del Ripollès, actualment Corisa Media Grup, els estudis es van traslladar a les mateixes instal·lacions de Ràdio Ripoll, al carrer Berenguer el Vell número 1, al centre de la ciutat. A principi del 2013 s'ha traslladat a uns estudis més grans a la Colònia Santa Maria, també a Ripoll. Ha assolit un "share" (audiència) de l'11 %, el segon mitjà en català més seguit.
Televisió del Ripollès comparteix el departament d'informatius i el comercial amb la resta d'empreses del grup Corisa Media Group: Ràdio Ripoll, el setmanari El Ripollès i la publicació electrònica El Ripollès Digital.
Els programes més destacats de la graella de programació de Televisió del Ripollès, sobretot per la seva antiguitat i la seva audiència són l'informatiu Comarca Informatiu, que té tres edicions diàries de dilluns a divendres, i una de cap de setmana; l'informatiu esportiu Només esport; el programa de debat Taula Oberta; el programa de vespres El Magazín i el programa educatiu presentat per Lluís Gavaldà Pica lletres.